# T-Square
T-SQUARE é uma banda japonesa de jazz fusion formada em 1978.  Ficou famosa nos anos 80 e 90 junta de outras bandas japonesas do gênero, como Casiopea.
Sua lineup mais famosa possui os membros de 1986 a 1990: Masahiro Andoh (guitarra), Takeshi Itoh (saxofone, flauta e EWI), Hirotaka Izumi (piano e teclado), Mitsuru Sutoh (baixo) e Hiroyuke Noritake (bateria). São famosos por músicas como "TRUTH", "TAKARAJIMA", "OMENS OF LOVE", "SUNNYSIDE CRUISE", "TWILIGHT IN UPPER WEST", "ALL ABOUT YOU", "IT'S MAGIC", "WHITE MANE", dentre outras. Desde 1989, a música "TRUTH" é usada como tema da Fórmula 1 da Fuji Television do Japão, incluindo remixes e outras versões da mesma. No Japão, mais de 50 músicas da banda foram usadas como temas de abertura, encerramento e comerciais de variados programas de rádio e TV.

## História

### Tempos de Colégio (1976 - 1978)
A banda começou em 1976 como um pequeno grupo de jazz fusion na Universidade de Meiji, e a básica lineup era composta pelo baixista Yuhji Nakamura, pelo guitarrista Masahiro Andoh, pelo pianista e tecladista Jun Hakama e pelo baterista Shunichi Harada. Em 1977, Hakama foi substituído por Junko Miyagi nos teclados e Harada por Michael S. Kawai na bateria. Nesse ano, outro jovem também juntou-se à banda: Takeshi Itoh, flautista e saxofonista.

### THE SQUARE (1978 - 1988)
Com a entrada do segundo guitarrista Yuhji Mikuriya, do tecladista Shiro Sagisu e do percussionista Kiyohiko Senba, em 1978 a banda foi nomeada THE SQUARE. Segundo Masahiro Andoh, o nome da banda era baseado no Madison Square Garden. No início, a música da banda tinha um estilo que lembrava música disco. O saxofonista Takeshi Itoh adotou o Lyricon como seu instrumento secundário, então a banda começou uma tradição de produzir de uma a três músicas por álbum usando o Lyricon. Conforme os anos se passaram, o número de membros caiu de oito (dois tecladistas, dois guitarristas, um baterista, um percussionista, um saxofonista e um baixista) para cinco (um baterista, um tecladista, um guitarrista, um saxofonista e um baixista). A música da banda também se desenvolveu para um estilo um pouco mais orientado ao rock quando Yuhji Nakamura, Junko Miyagi e Michael S. Kawai foram substituídos pelo baterista Jon Aoyama (mais conhecido por ter sido o baterista de Tatsuro Yamashita de 1979 a 2003), pelo baixista Toyoyuki Tanaka e pelo tecladista Daisaku Kume. Kume juntou-se à banda apenas como um membro de apoio e logo a deixou. O percussionista Kiyohiko Senba também deixou o grupo. Mais tarde, em 1981, Jun Aoyama foi substituído por Eiji Shimizu na bateria, e Hirotaka Izumi juntou-se à banda como o primeiro pianista/tecladista a longo prazo do grupo. Em 1982, Tohru Hasebe substituiu Shimizu e em 1986 Hiroyuki Noritake substituiu Hasebe, se tornando o primeiro baterista a longo prazo do grupo. Em 1987, Mitsuru Sutoh substituiu Toyoyuki Tanaka no baixo, se tornando o primeiro baixista a longo prazo do grupo. Takeshi Itoh trocou seu Lyricon por um EWI antes de fazerem seu primeiro lançamento nos Estados Unidos, em 1988. Acredita-se que a primeira performance da banda na América foi no Cat Club em Nova Iorque, e antes que fossem para o Roxy em Los Angeles, descobriram que havia um grupo britânico relativamente famoso chamado "The Squares", então, depois do lançamento do álbum "YES, NO.", o nome da banda foi trocado para "T-SQUARE".

### T-SQUARE (1988 - 2000)
A performance da banda no Roxy foi marcada como sendo a primeira apresentação com o nome "T-SQUARE". Dois anos depois, no álbum "NEW-S" (1991), Masato Honda estreou como saxofonista, substituindo Takeshi Itoh que estava agora em busca de carreira solo. Honda também compôs a música de abertura do álbum, "Megalith". Depois do lançamento do álbum "BLUE IN RED" (1997), Honda deixou o grupo também em busca de carreira solo, e Takahiro Miyazaki o substituiu. Ao mesmo tempo, Hirotaka Izumi também deixou a banda, sendo substituído por Tadashi Namba. Namba foi o tecladista da música tema do jogo Gran Turismo, "Moon Over The Castle" (composta por Masahiro Andoh em 1996). Em 1998, os membros e os ex-membros do grupo fizeram um show de comemoração de aniversário de 20 anos da banda no Yaon de Asobu, que foi uma das últimas performances que contava com Masato Honda (diferente de Miyazaki e Itoh, Honda não participou nos outros três shows de aniversário em 2003, 2008 e 2013 respectivamente). Em 1999, Tadashi Namba foi substituído por Keiji Matsumoto. A nova lineup contava com Miyazaki, Noritake, Sutoh, Matsumoto e Andoh, e assim permaneceram até o começo dos anos 2000.

### T-SQUARE Plus e Membros de Sessão (2000 - 2002)
No início dos anos 2000, a banda foi dividida entre "T-SQUARE" (original, com o fundador Masahiro Andoh, o saxofonista Takeshi Itoh que havia retornado e músicos de sessão) e "Trio THE SQUARE" (com o baixista Mitsuru Sutoh, o baterista Hiroyuki Noritake e o tecladista Keiji Matsumoto). Esse trio foi a principal razão da banda ter contratado músicos de sessão para gravar, com exceção do show "Friendship Live", que contou com o baterista Hiroyuki Noritake, com o tecladista de apoio/convidado Keizoh Kawano e com o baixista de apoio/convidado Kiyoshi Murakami. O grupo então trocou de nome para "T-SQUARE Plus". O antigo guitarrista Yuhji Mikuriya, o ex-baixista da banda Seikima-II Shunsuke "Xenon" Ishikawa e o tecladista de sessão Takehiro Kawabe juntaram-se brevemente em 2002. Depois disso, a banda tirou o "Plus" do nome, mas continuaram a usar músicos de sessão até 2003.

### 25º Aniversário, THE SQUARE/T Comes Back (2003)
Em 2003, a banda lançou o álbum "Spirits" sob o nome "THE SQUARE", preservaram alguns dos membros originais (parcialmente graças ao 25º Aniversário da banda) e mantiveram o novato Keizoh Kawano. A lineup contava com Andoh, Itoh, Izumi, Noritake, Sutoh e Kawano (apoio). Lançaram outro álbum que continha novos arranjos de algumas suas músicas mais conhecidas, chamado "T comes back".

### Novos Membros (2004 - 2008)
Desde 2004, a banda se apresenta como T-SQUARE. o baixista Mitsuru Sutoh foi substituído por Katsuji Morioka. Um ano depois, Morioka foi substituído por Shingo Tanaka apenas como baixista de apoio. Em 2005, Keizoh Kawano se tornou o tecladista oficial. O baterista Hiroyuki Noritake foi substituído por Satoshi Bandoh no mesmo ano. O antigo baterista Michael S. Kawai, retornou como percussionista de estúdio e produtor de 2004 a 2008.

### 30º Aniversário e T-SQUARE Super Band/Super Special Band (2008 - 2009)
A banda brevemente trocou seu nome para "T-SQUARE Super Band" com a finalidade de promover sua turnê de aniversário de 30 anos. Quase todos os ex-membros da banda estavam envolvidos nas gravações do novo álbum "Wonderful Days". No final da turnê, trocaram o nome para "T-SQUARE Super Special Band" e tocaram no Yaon de Asobu ainda na comemoração de seus 30 anos. Esse show foi lançado em Blu-ray em fevereiro de 2009 como "THE SQUARE~T-SQUARE since 1978 30th Anniversary Festival".

### Nova Lineup Oficial e Covers (2009 - 2012)
Com o lançamento do álbum de 2009, "DISCOVERIES", apenas 3 meses depois do lançamento do Blu-ray antes citado, o grupo retirou o "Super Special Band" do nome e permanecerem apenas os membros oficiais: Keizoh Kawano, Satoshi Bandoh, Shingo Tanaka (de apoio), Masahiro Andoh e Takeshi Itoh. Em 2010, lançaram o álbum "Time Travel" (lançado originalmente com o nome "時間旅行" ), que teve o propósito de mostrar as habilidades de escrever música dos novos membros da banda. No verão daquele mesmo ano, o grupo regravou algumas de suas músicas antigas e as lançaram em um álbum chamado "宝曲 ~T-SQUARE plays THE SQUARE~". Em 2011 lançaram o álbum "Nine Stories", um álbum em que cada membro compôs uma música diferente, sendo as músicas 01, 04 e 08 compostas por Satoshi Bandoh, 02 e 06 por Keizoh Kawano, 03 e 09 por Takeshi Itoh e 05 e 07 por Masahiro Andoh. No mesmo ano, alguns membros e ex-membros da banda fizeram turnê com Satoshi Bandoh promovendo seu novo álbum "Happy Life!". T-SQUARE lançou outro álbum de covers em 2011, chamado "夢曲 ~T-SQUARE plays THE SQUARE~". No final de 2011, apresentaram uma nova música, "The Bird of Wonder", que lançaram no álbum "Wings", de 2012. Por fim, em 2012, lançaram o último álbum de covers da trilogia, "虹曲 ~T-SQUARE plays T & THE SQUARE SPECIAL~".
OBS.: "宝曲" é o kanji de "Treasure Songs"

"夢曲" é o kanji de "Dream Songs"

"虹曲" é o kanji de "Rainbow Songs"

### 35º e 40º Aniversário (2013 - Presente)
Em 2013 o grupo novamente se auto-intitulou "T-SQUARE Super Band" para promover seu show de aniversário de 35 anos, "T-SQUARE's 35th Anniversary Festival". Contaram com os membros da "Super Band" de 2008, exceto pelo pianista Hirotaka Izumi e agora incluindo o percussionista Kiyohiko Senba. O show foi lançado em Blu-ray em Maio de 2014, um mês antes do lançamento do álbum "NEXT". Shingo Tanaka finalmente foi promovido para baixista oficial da banda. O 40º álbum da banda, "Paradise" (2015), foi o primeiro álbum do T-SQUARE a ser vendido no iTunes dos Estados Unidos, no iTunes japonês entretanto, a discografia da banda é bem mais extensa. Em 2017, a banda lançou os Blu-rays "FANTASTIC HISTORY - THE SQUARE Reunion 1987-1990" e "THE LEGEND - THE SQUARE Reunion 1982-1985", que foram dois shows separados e ao vivo no Blue Note TOKYO, que contavam com duas lineups diferentes do grupo, cada uma de uma determinada época da banda. Em 2018 a banda completou 40 anos de idade, sendo comemorado com o lançamento do álbum "It's a Wonderful Life!". Em 2020, depois de problemas graves de saúde, o tecladista Keizoh Kawano anuncia que deixará a banda para cuidar melhor de sua saúde física e mental e para focar em seus trabalhos solos, onde o estresse é menor, mas diz que periodicamente participará de shows e ajudará em composições da banda. Em 2021, o membro fundador Masahiro Andoh anuncia a saída da banda.

## Discografia
- Lucky Summer Lady (1978)
- Midnight Lover (1978)
- Make Me A Star (1979)
- Rockoon (1980)
- MAGIC (1981)
- Temptation of Shapely Legs (1982) (Nome original: 脚線美の誘惑)
- Rainbow in the Water (1983) (Nome original: うち水にRainbow)
- ADVENTURES (1984)
- Stars and the Moon (1984)
- R・E・S・O・R・T (1985)
- S・P・O・R・T・S (1986)
- TRUTH (1987)
- YES, NO. (1988)
- WAVE (1989)
- NATURAL (1990)
- NEW-S (1991)
- F-1 GRAND PRIX WORLD (1992 como T-SQUARE and Friends)
- IMPRESSIVE (1992)
- HUMAN (1993)
- SOLITUDE ~Dedicated to SENNA~ (1994, como T-SQUARE and Friends)
- Summer Planet (1994) (Nome original: 夏の惑星)
- Welcome to the Rose Garden (1995)
- B.C. A.D. ~Before Christ & Anno Domini~ (1996)
- BLUE IN RED (1997)
- GRAVITY (1998)
- SWEET & GENTLE (1999)
- T-SQUARE (2000)
- FRIENDSHIP (2000)
- BRASIL (2001)
- New Road, Old Way (2002)
- Spirits (2003)
- T comes back (2003, como T-SQUARE and Friends)
- GROOVE GLOBE (2004)
- PASSION FLOWER (2005)
- BLOOD MUSIC (2006)
- 33 (2007)
- Wonderful Days (2008, como T-SQUARE Super Band)
- DISCOVERIES (2009)
- Time Travel (2010) (Nome original: 時間旅行)
- 宝曲 ~T-SQUARE plays THE SQUARE~ (2010)
- Nine Stories (2011)
- 夢曲 ~T-SQUARE plays THE SQUARE~ (2011)
- Wings (2012)
- 虹曲 ~T-SQUARE plays T & THE SQUARE SPECIAL~ (2012)
- Smile (2013, como T-Square Super Band)
- NEXT (2014)
- Paradise (2015)
- Treasure Hunter (2016)
- REBIRTH (2017)
- CITY COASTER (2018)
- It's a Wonderful Life! (2018, como T-SQUARE & THE SQUARE Reunion)
- HORIZON (2019)
- AI Factory (2020)
- Crème de la Crème (2020)
- FLY! FLY! FLY! (2021)
- WISH (2022)
- VENTO DE FELICIDADE~しあわせの風~ (2023)

OBS.: Os itens marcados em negrito são álbuns à parte e que não pertencem aos principais lançamentos anuais.